# ذي جليد

تعديل مصدري - تعديل

ذي جليد هي إحدى قرى عزلة القارة بمديرية رصد التابعة لمحافظة أبين، بلغ تعداد سكانها 515 نسمة حسب تعداد اليمن لعام 2004.